# Catherine de Rohan (1578-1607)
Catherine de Rohan, née le 20 juin 1578 à Blain et décédée le 10 mai 1607 à Zweibrücken, fut la première épouse du comte palatin Jean II de Deux-Ponts.

## Biographie
Catherine est un des enfants de René II de Rohan et de Catherine de Parthenay. Parmi ses frères et sœurs se trouvent Henri II de Rohan, Benjamin de Rohan et Anne de Rohan. René II, par sa mère petit-fils des souverains de Navarre Jean III d'Albret et Catherine de Foix, était cousin germain du roi Henri de Navarre et premier prince du sang de ce royaume. Il meurt en 1586 à La Rochelle lors de la huitième guerre de religion. Les enfants restent à la charge de leur mère et tous reçoivent d'elle une éducation calviniste.
En 1589, le roi de Navarre devient finalement roi de France et la situation de la famille va s'améliorer considérablement (érection de la vicomté de Rohan en duché-pairie en 1603, tabouret de grâce pour Catherine et ses sœurs). Ainsi, à la suite d'une initiative de Catherine de Bourbon, sœur du roi, mariée en Lorraine, est organisé en 1604 le mariage de Catherine de Rohan avec le prince protestant allemand Jean II de Palatinat-Deux-Ponts, alors présent à la cour. Le couple part alors résider dans le comté de Deux-Ponts. Catherine meurt prématurément en 1607 à Deux-Ponts quelques jours après avoir mis au monde sa fille unique Madeleine-Catherine.

## Mariage et descendance
Le 28 août 1604 Catherine de Rohan épouse à Blain le duc palatin Jean II de Deux-Ponts. Elle donne naissance à une fille unique et meurt quelques jours après l'accouchement.
- Madeleine-Catherine de Palatinat-Deux-Ponts (Deux-Ponts, 26 avril 1607 - Strasbourg, 20 janvier 1648), mariée en 1630 à Christian Ier de Birkenfeld-Bischweiler, dont une nombreuse postérité.

Par le mariage en 1741 de deux de ses descendants, Louis IX de Hesse-Darmstadt et Caroline de Palatinat-Deux-Ponts-Birkenfeld, Catherine de Rohan est l'ancêtre de tous les monarques européens régnants depuis le 8 septembre 2022.